# André-Numa Bertrand
Pour les articles homonymes, voir Bertrand.
André-Numa Bertrand, né le 14 février 1876 à Milhaud (Gard) et mort le 9 octobre 1946 à Paris, est un pasteur protestant français. Il est vice-président de la Fédération protestante de France en zone occupée durant la Seconde Guerre mondiale.

## Biographie

### Formation
André-Numa Bertrand fait ses études secondaires au lycée de Nîmes, et ses études de théologie à l'université de Genève (1893-1897). Il soutient en 1897 une thèse de baccalauréat en théologie intitulée Essai sur la méthode qui conduit à la certitude religieuse à la faculté de théologie protestante de Montauban. Il obtient une licence de philosophie à la Sorbonne (1898-1899). Il traduit des conférences prononcées par le théologien protestant libéral allemand Adolf von Harnack à l'université de Berlin en 1899-1900, sous le titre L'essence du christianisme.

### Pasteur et responsabilités institutionnelles
Il souhaite devenir missionnaire, mais sa candidature est refusée par la Société des missions évangéliques de Paris, du fait de sa sensibilité libérale sur le plan théologique. Il devient pasteur dans le Tarn-et-Garonne, puis à Castres au grand temple, où il exerce son ministère de 1902 à sa mobilisation lors de la Première Guerre mondiale en 1914. Il est alors aumônier de l'armée française engagée à Salonique (1916-1919). À sa démobilisation, il est pasteur à Lyon, dans le quartier de la Guillotière. En octobre 1926, il est appelé comme pasteur à l'Oratoire du Louvre, à Paris,.
Il est président de la région Rhône-et-Loire de l'Église réformée, puis président du comité général de l'Union des Églises réformées à partir du synode national de Nancy en 1922. Il se consacre au processus d'unité des Églises réformées, entre les courants « évangélique », c'est-à-dire orthodoxe sur le plan dogmatique, et « libéral », et participe, en tant que co-président, aux travaux de la délégation mixte qui prépare la réunification au sein de l'Église réformée de France (1938), dont il devient vice-président la même année. Il s'investit dans le scoutisme protestant unioniste, dont il dirige le mouvement de 1939 à 1946.

### Activités durant l'Occupation
Il devient vice-président de la Fédération protestante de France (FPF) en mai 1940, peu avant l'Armistice qui prend acte de la capitulation française et sépare la France en une zone libre et une zone occupée. A.-N. Bertrand reste à Paris, tandis que Marc Boegner, président de la FPF, représente le protestantisme en zone libre, auprès du régime de Vichy, de 1940 à 1943. Bertrand tient un journal durant cette période, Journal de ma solitude,,. Il est président cette année-là du Bureau interfédéral du scoutisme, créé en 1923 et qui regroupe les scouts catholiques, juifs et protestants, et il prend position contre l'interdiction des mouvements scouts juifs et en faveur des certificats attestant d'un baptême protestant. 
En 1940, il essaie d'obtenir que la Fédération protestante de France émette une protestation officielle contre l'antisémitisme. C'est finalement une lettre privée de Marc Boegner au grand rabbin de France en 1941 qui est diffusée. Le 5 juin 1942, A.-N. Bertrand écrit au maréchal Pétain pour protester contre le port de l'étoile jaune imposé aux juifs : « Les Églises du Christ ne peuvent garder le silence devant une souffrance imméritée qui atteint des Français, et parfois des chrétiens, dans leur dignité d'hommes et de croyants ». Il écrit à ses collègues de zone occupée une lettre lue en chaire le 14 juillet par la pasteure baptiste Madeleine Blocher-Saillens et diffusée par le pasteur Boegner en zone libre. Plusieurs de ses prédications incitent à la résistance spirituelle. Sa prédication à l'Oratoire, le 7 juin 1942, fait directement mention du port de l'étoile jaune : « Depuis ce matin, nos compatriotes israélites sont assujettis à une législation qui froisse dans leur personne et dans celles de leurs enfants les principes les plus élémentaires de la dignité ». Il s'est exprimé contre le STO et les réquisitions de biens forcées ou encore il a exprimé sa solidarité au grand rabbin.
Le 3 août 1942, il écrit à titre personnel une lettre de protestation à l'égard de la rafle du Vélodrome d'Hiver, adressée à Fernand de Brinon, chef de la Délégation du Gouvernement français, dans laquelle il s'insurge contre « l'extermination d'une race », en précisant qu'il prend « la pleine et entière responsabilité de ses paroles ». Il veille à préserver l'action sociale de « La Clairière », association caritative de l'Oratoire du Louvre aux Halles, et contribue au sauvetage de 63 enfants juifs en février 1943 aux côtés du pasteur Paul Vergara.
Il meurt à Paris, le 9 octobre 1946,. Le Monde lui rend hommage en rappelant son rôle de « témoin de l'unité évangélique » et de « chef incontesté de l'Église protestante de la zone nord ».

## Vie privée
Il est le fils du pasteur Numa Bertrand et d'Emma Auberlet. Il épouse Marguerite Duproix en 1902. Leur fille, Alice Manen, et son époux Henri Manen, sont reconnus Justes parmi les nations en raison de leur action à Aix-en-Provence, et notamment auprès des internés du camp des Milles, durant la Seconde Guerre mondiale.

## Publications
- Protestantisme. Simples notes sur quelques aspects du problème religieux, Paris, Je sers, 1931, 309 p.  (ISBN 9782830900651)
- La pensée religieuse au sein du protestantisme libéral, Paris, 1903
- L’Évangile de la grâce : six conférences sur les réalités fondamentales de la vie chrétienne : espérance, foi, charité, Paris, Éditions Je Sers, 1934.
- Patrie lointaine. Paroles de foi pour des Français en exil, Paris, Fischbacher, 1919.
- Le Dieu vivant. huit sermons prêchés à l'Oratoire du Louvre en 1932-1938, Paris, Fischbacher, 1938/1940.
- Le Dieu intime. Prédications modernes sur l’Évangile éternel, Paris, Fischbacher, 1914.
- Témoins, Paris, 1936.